# Perewalne
Perewalne (ukrainisch Перевальне; russisch: Перевальное/Perewalnoje; krimtatarisch Anğara) ist ein Dorf mit etwa 3500 Einwohnern, das in der Autonomen Republik Krim im Krimgebirge auf der Halbinsel Krim liegt.

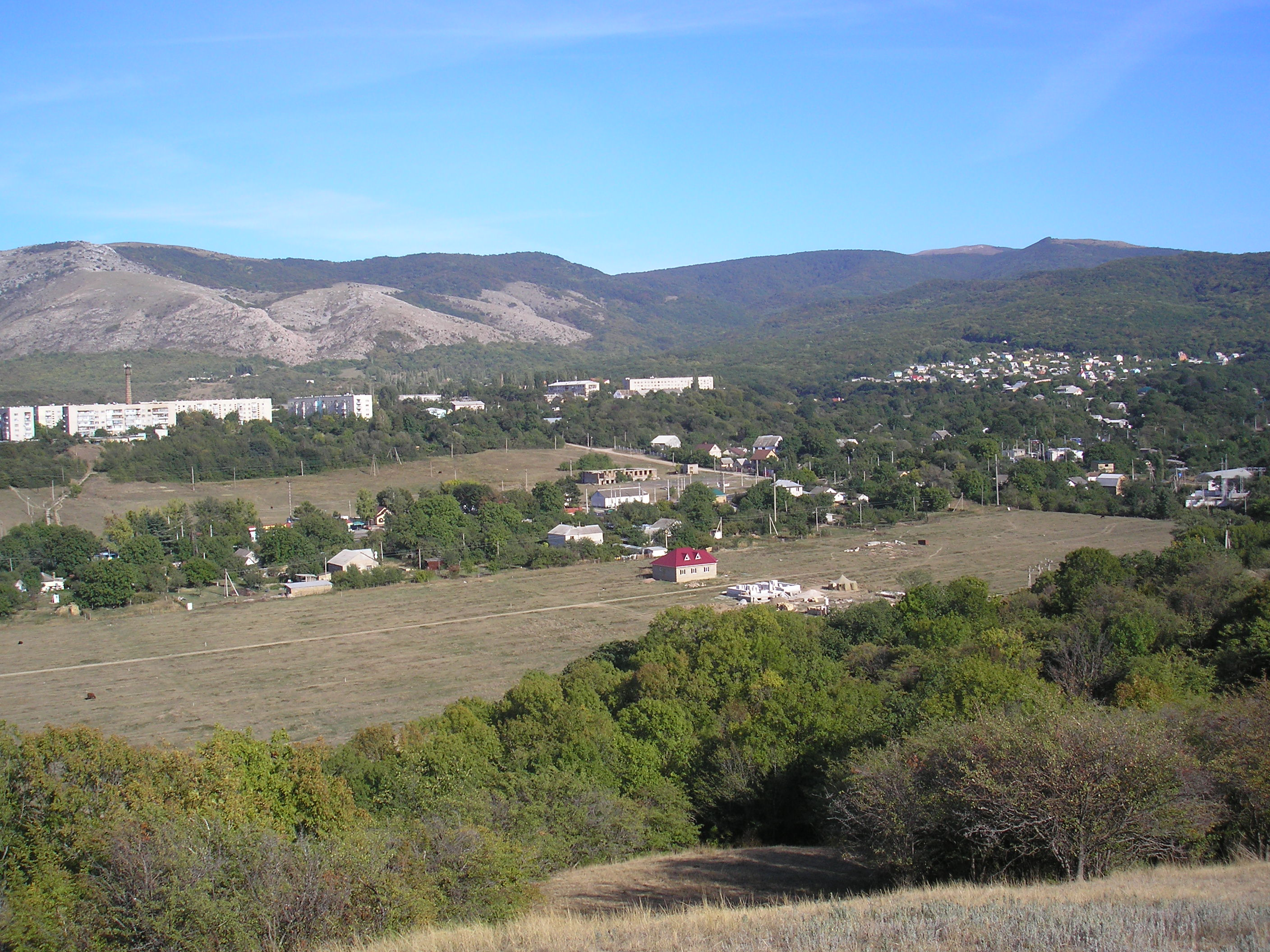
Perewalne

Es gehört zusammen mit den Dörfern Andrussowe (Андрусове), Dobre (Добре), Saritschne (Зарічне), Krasnolissja (Краснолісся), Losowe (Лозове), Mramorne (Мраморне), Petropawliwka (Петропавлівка), Pionerske (Піонерське), Prywilne (Привільне), Fersmanowe (Ферсманове) sowie Tschajkowske (Чайковське) zur Landratsgemeinde Dobre.
Seit 1959 hat der Ort eine Station auf der Strecke des Krymskyj trolejbus.